# Daniel Judson Callaghan
Daniel Judson Callaghan, ameriški admiral, * 26. julij 1890, † 13. november 1942.
V vojaški karieri, dolgi 30 let, je služil svoji državi med dvema svetovnima vojnama. V prvih dvajsetih letih je služil na več ladjah in v nekaterih administrativnih položajih na kopnem. Pozneje je pritegnil pozornost ameriškega predsednika Franklina Roosevelta, ki ga je leta 1938 imenoval za svojega pomorskega pomočnika. Ob izbruhu druge svetovne vojne je prevzel poveljniške položaje. Med bitko pri otoku Savo je japonska granata zadela poveljniški most USS San Francisco (CA-38), pri čemer je Callaghan umrl. Za svoje zasluge med bitko, ki se je končala s strateško zmago zaveznikov, je bil posmrtno odlikovan s medaljo časti. Pokopali so ga na morju.

## Življenjepis
Rodil se je 26. julija 1890 v San Franciscu (Kalifornija) v družini poslovneža Charlesa WilliamaCallaghana in Rose Wheeler Calaghan. Družina je bila rimskokatoliške vere. Eden iz njegovih mlajših bratov, William Callaghan (1897–1991), se je pozneje tudi pridružil Vojni mornarici ZDA. Oba brata sta študirala na Pripravljalnem kolidžu sv. Ignacija (St. Ignatius College Preparatory), pri čemer je Daniel diplomiral leta 1907. Nato je vstopil v Pomorsko akademijo ZDA, kjer je diplomiral leta 1911. Njegova prva zadolžitev je bila poveljstvo topniške kupole z dvema 8-inčnina topoma na krovu oklepne križarka USS California (ACR-6); 21. maja 1912 je bil povišan v čin Ensign.
Njegova druga zadolžitev je bil rušilec USS Truxton (DD-14), kamor je bil premeščen sredi leta 1913. Maja 1915 je bil povišan v poročnika (nižji razred). V teh prvih letih službovanja je pridobil sloves dobrega mornarja, saj se je izogibal večji porabi alkohola in se redno udeleževal svete maše; prav tako pa so nadrejeni opazili njegovo predanost pomorski artileriji. Nekaj let pozneje je eden od njegovih kapitanov, Joel Pringle, zapisal: [Callaghanova] predanost službi, zdravi razum in sposobnost vzbujanja lojanosti v podrejenih je vedno pripomogla k nenehni in hitri rasti uspešnosti zgoraj omenjenih baterij. V zadnjih bojnih igrah Pacifiške flote s 5-inčnimi topovi, je prav on dosegel največji odstotek zadetkov med vsemi ladjami flote.
V tem času je pričel tudi dvoriti Mary Tormey (iz Oaklanda); poročila sta se 23. julija 1914. Njun sin, Daniel Judson Callaghan mlajši, je bil 16. oktobra 1915 rojen v Alamedi (Kalifornija).
Julija 1915 je bil rušilec Truxtun na poti na Aljasko, ko se je pokvaril in ni mogel nadaljevati s plovbo. Sprva so krivdo pripisali Callaghanu, ki naj bi naročil napačne dele za kondenzator. Posledično je bil suspendiran in ukazan, da se pojavi pred vojaškim sodiščem. Med nadaljnjo preiskavo pa se je izkazalo, da je bil drugi mornar odgovoren za pomoto in Callaghan je prejel polno oprostitev in bil vrnjen v aktivno službo. Nekaj mesecev pozneje je bil imenovan za poveljnika Truxtuna. Posledice celotnega procesa pa so se pokazale tudi na Callaghanu; pri 25. letih je tako osivel.

## Prva svetovna vojna
Novembra 1916 je bil premeščen na križarko USS New Orleans (CL-22). Ob vstopu ZDA v prvo svetovno vojno aprila 1917 je bila New Orleans zadolžena za spremljanje trgovskih in tovornih ladij pri prečkanju Atlantika. V tem času je prvič srečal kirurga Rossa McIntireja, kateri bo imel pozneje velik vpliv na njegovo kariero. Življenjepisec Francis Murphy je zabeležil tudi Callaghanovo vlogo v rešitvi pokvarjene britanske linijske ladje pri obali Irske: Štirikrat je bila vlečna vrv povlečena med križarko in linijsko ladjo, pri čemer je bila slednja okoli trikrat večja od križarke in štirikrat se je vrv pretrgala. Kapitan je mislil opustiti reševanje. A ne Dan. Z nadčloveško močjo in polnim sodelovanjem njegovih mož mu je končno uspelo zavarovati vrv. 48 ur je New Orleans ostala pri nesrečni ladji, jo povlekla iz nevarnega območja in jo končno prepustila vlačilcem iz severnoirske baze.
Po vojni se je za dve leti z družino naselil v Georgetownu. Med tem časom je delal pri premeščanju podčastnikov iz vojne mornarice. Nato pa je bil oktobra 1920 dodeljen novosplovljeni bojni ladji USS Idaho (BB-42). Medtem ko se je njegova družina preselila nazaj v Oakland, je bil kontrolni častnik streljanja na Idahu; ladjo je zapustil junija 1923 in naslednji dve leti služil na kopnem, dokler ni maja 1925 postal prvi poročnik USS Colorado (BB-45). Colorado je transportirala tovor zlata v Avstralijo, nato pa se je leta 1926 vrnila v ZDA. Callaghan je bil premeščen na USS Mississippi (BB-41), kjer je postal topniški častnik. Kapitan Thomas Hart je o Callaghanu zapisal: Težko lahko bolj pohvalno pišem o tem častniku. Je odličen na splošno in v posameznih delih, izgleda in deluje po pravilih. Kot topniški častnik je bil zelo uspešen in ga tako brez zadržkov predlagal za skoraj vsak položaj.
Julija 1928 je Callaghan zapustil Mississippi in bil za dve leti dodeljen uradu pomorske inšpekcije. Nato je postal pomočnik vrhovnega poveljnika Flote ZDA in bil junija 1931 povišan v kapitana fregate. Njegova naslednja zadolžitev je bila kot izvršni častnik NROTCja na Univerzi Kalifornije v Berkeleyju, nato pa je bil premeščen na USS Portland (CA-33). Leta 1938 je predsednik ZDA Franklin Roosevelt vprašal svojega zdravnika Rossa McIntireja, če mu predlaga nekoga za položaj njegovega pomorskega pribočnika. McIntire je predlagal Callaghana, ki je položaj zasedel julija 1938; tu je ostal nadaljnja tri leta. Oktobra 1938 je bil povišan v čin kapitana.

## Druga svetovna vojna
Maja 1941 je Roosevelt razrešil Callaghana, da je slednji lahko prevzel poveljstvo križarke USS San Francisco (CA-38). Roosevelt je zapisal: Z velikim obžalovanjem odpuščan kapitana Callaghana s položaja mojega pomorskega pribočnika. Vse je naredil pohvalno in opravljal je različne naloge s taktom in pravim učinkom. Pokazal je pravo razumevanje številnih problemov same službe in v odnosu z ostalo vlado. Pozneje je postal načelnik štaba Roberta Ghormleyja poveljnika Južnopacifiškega območja (South Pacific Area) in Južnopacifiške sile (South Pacific Force).
Aprila 1942 je bil povišan v kontraadmirala. Novembra istega leta je kot poveljnik Task Force 67 poveljeval ameriškim silam med bitko pri otoku Savo. Med to bitko je bil na mostu San Francisca, ko je 13. novembra 1942 sovražnikov ogenj zadel most, pri čemer je bil ubit Callaghan in večina njegovega štaba. Tako je postal tretji ameriški admiral, ubit v boju med drugo svetovno vojno. Za svoje zasluge v bitki je posmrtno prejel medaljo časti.
Po eksploziji je kapitan korvete Bruce McCandless prevzel poveljstvo in je izdajal ukaze v Callaghanovem imenu. Predhodno v bitki je bil ubit tudi kontraadmiral Norman Scott, tako da sta bila zdaj ubita dva višja ameriška poveljnika kot več visokih častnikov; kljub temu pa so zavezniki uspeli doseči strateško zmago nad Japonskim cesarstvom.
Callaghan je bil pokopan na morju. Preživela sta ga žena Mary Tormey Callaghan, in sin Daniel Judson Callaghan mlajši. Njegov brat William Callaghan je pozneje postal viceadmiral, prvi kapitan USS Missourija (BB-63) in prvi poveljnik Vojaške pomorske transportne službe (Military Sea Transportation Service).

## Odlikovanja

### Medalja časti
Utemeljitev podelitve medalje časti Callaghanu je bila sledeča:
Za izjemno herojstvo in služenje nad klicom dolžnosti med akcijo proti japonskim silam pri otoku Savo v noči iz 12. na 13. novembra 1942. Kljub temu da je bil soočen z močnejšim in večjim ter obupanim in odločnim nasprotnikom je kontraadmiral Callaghan z genialnim taktičnim vodenjem in odlično koordinacijo enot pod njegovim poveljstvom vodil svoje sile v bitko kljub slabim napovedim, pri čemer je odločilno vplival na napredovanje močje invazijske sile in uspešno nadlegoval veliko japonsko ofenzivo. Medtem ko je verujoče vodil bližnje operacije pod močnim bombardiranjem močnejšega sovražnika, je bil ubit na mostu njegove poveljniške ladje. Njegova pogumna iniciativa, inspirativno vodstvo in odločilno predvidevanje v krizi težke odgovornost so bile v skladu z najvišjimi tradicijami pomorske službe ZDA. Galantno je padel v obrambi svoje domovine.
Medaljo je prevzel njegov sin, ki je bil v času podelitve poročnik (nižjega razreda).

### Druga odlikovanja
Preden je prejel medaljo časti je bil Callaghan odlikovan še z Distinguished Service Medal.
Vojna mornarica ZDA je po njem poimenovala dve ladji: USS Callaghan (DD-792) in USS Callaghan (DDG-994). Prva ladja je bila 27. novembra 1943 sprejeta v uporabo pod sponzorstvom njegove vdove. Potopljena je bila pozno julija 1945 v napadu kamikaz.[c] Druga leta je bila 29. avgusta 1981 sprejeta v uporabo, ena izmed rušilcev razreda kidd, ki so bili poimenovani po štirih padlih admiralih druge svetovne vojne. 20 let kasneje je bila ladja prodana Tajvanu.
Callaghan ime se nahaja na tablah progrešanih na Ameriškem pokopališču v Manili (Filipini). Po njem so poimenovali tudi zgradbo Callaghan Hall, ki se nahaja v sklopu Poveljstva za usposobljanje častnikov (Officer Training Command) v Newportu (Rhode Island) ter cesto Admiral Callaghan Lane v Valleju (Kalifornija). 
V Lands Endu (San Francisco) se nahaja spomenik posvečen njemu in njegovim tovarišem, ki so padli na krovu USS San Francisca; spomenik vključuje tudi del mostu same ladje.